# Serge Lofo Bongeli
Serge Lofo Bongeli Senge (Kinshasa, 1983. október 13. –) kongói labdarúgócsatár.